# 陳策 (成化丙戌進士)
陳策（1441年—？），字嘉謨，南直隸蘇州府吳縣人，明朝政治人物。

## 生平
成化元年（1465年）乙酉科應天鄉試第八名舉人，成化二年（1466年）聯捷丙戌科會試第八十九名，三甲第一百二十八名進士。

## 家族
曾祖陳均得；祖父陳以誠；父陳宣，訓導。